# Kourouba
Kourouba est une localité et une commune rurale du Mali, chef-lieu d'arrondissement dans le Cercle de Sélingué et la région de Bougouni.

## Histoire
Lors de la réforme administrative de 2023, la commune appartenant au cercle de Kati et la région de Koulikoro, est versée dans le cercle de Sélingué, région de Bougouni instaurée depuis 2012.

## Villages
La commune s'étend sur 5 localités relevées lors du recensement général de 2009. 
Les villages les plus peuplés sont :
- Gouala (2 534 habitants)
- Kourouba (1 391 habitants)
- Guéléba (717 habitants)

## Enseignement
Les écoles de la commune relèvent du centre d'animantion pédagogique de Ouélessébougou et de l'académie d'enseignement de Kalabancoro.